# Želatovice

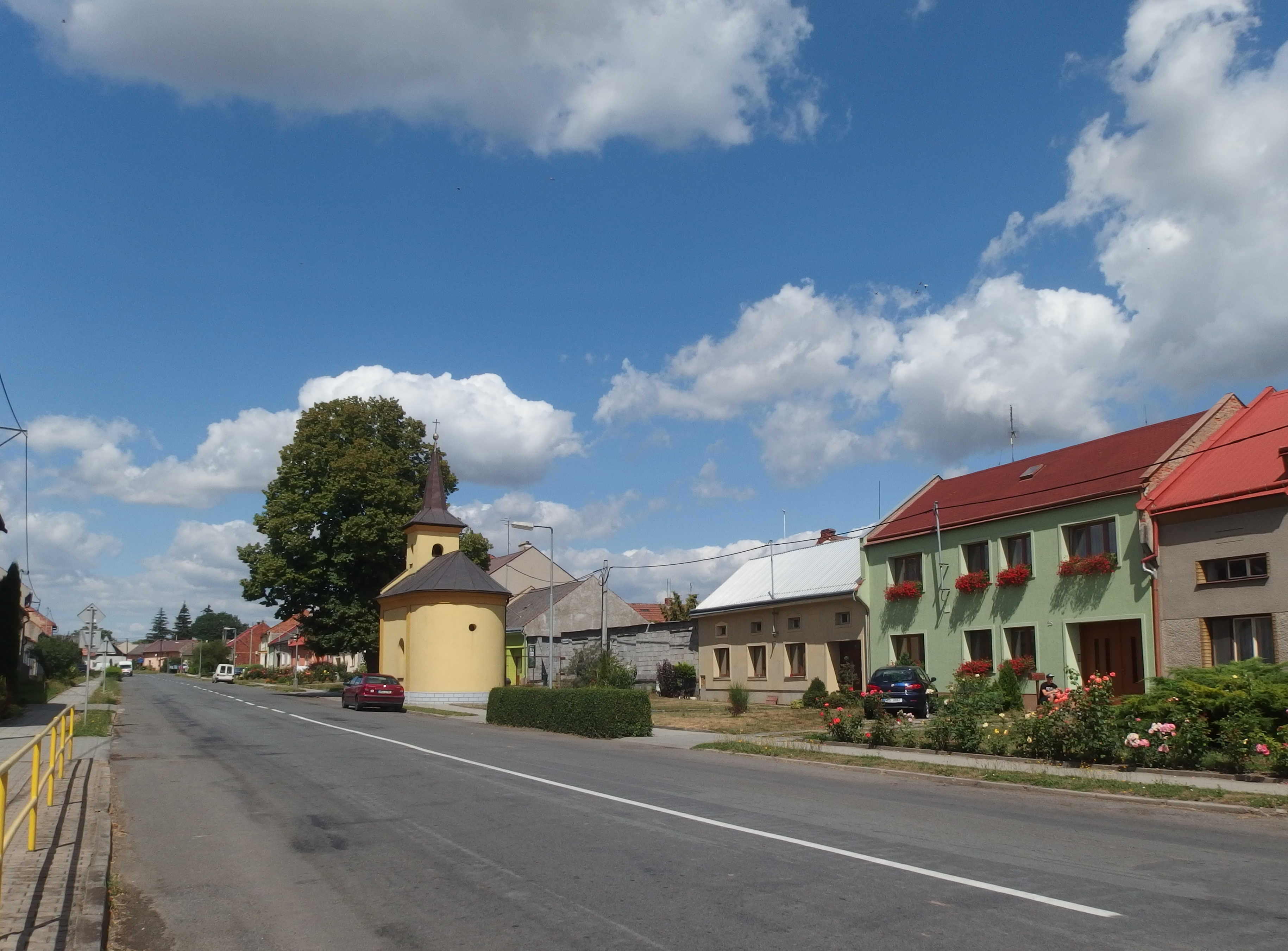
Želatovice

Želatovice (deutsch Schelatowitz, früher Zielatowitz) ist eine Gemeinde in Tschechien. Sie liegt vier Kilometer östlich von Přerov und gehört zum Okres Přerov.

## Geographie
Želatovice befindet sich in dem zur Podbeskydská pahorkatina (Vorbeskidenhügelland) gehörigen Höhenzug Záhoří am Bach Tučínský potok. Südöstlich erheben sich die Nivky (265 m) und im Südwesten die Švédské šance sowie der Tmeň (260 m). Westlich des Dorfes entspringt der Bach Lučnice. Am südöstlichen Ortsrand verläuft die Staatsstraße II/150 von Přerov nach Bystřice pod Hostýnem.
Nachbarorte sind Kozlovice und Tučín im Norden, Podolí und Nahošovice im Osten, Domaželice und Čechy im Südosten, Prusy und Beňov im Süden, Horní Moštěnice und Újezdec im Südwesten sowie Přerov im Westen.

## Gemeindegliederung
Für die Gemeinde Želatovice sind keine Ortsteile ausgewiesen.

## Geschichte
Die ältesten schriftlichen Erwähnungen des Ortes finden sich in zwei Urkunden des Klosters Hradisko aus den Jahren 1282 und 1295. Die Besitzer des Gutes wechselten häufig. Der erste Herrenhof wurde wahrscheinlich bereits im 14. Jahrhundert angelegt. Zu diesem war das gesamte Dorf untertänig. Das älteste Ortssiegel stammt aus dem Jahre 1659; es zeigt eine Pflugschar und trägt die Umschrift Obecní peczet Zelatowic. Charakteristisch für Želatovice sind bis ins 18. Jahrhundert andauernde häufige Besitzerwechsel der Anwesen. Zusammen mit der Herrschaft Přerov kaufte im Jahre 1795 Anton Alexander von Magnis auch die Herrschaft Želatovice und den dazugehörigen Anteil an Tučín. Nach dessen Tod erbte 1817 sein jüngerer Sohn Wilhelm die Herrschaften Želatovice, Přerov und Přestavlky. Im Jahr 1844 entstand in Želatovice eine Dorfschule, zuvor wurde seit 1831 in den Räumlichkeiten des Gutes unterrichtet.
Nach der Aufhebung der Patrimonialherrschaften bildete Želatovice ab 1850 eine Gemeinde in der Bezirkshauptmannschaft Kremsier. Seit 1880 gehört Želatovice zum Bezirk Prerau.
Die zu Beginn des 20. Jahrhunderts einsetzende Entwicklung von Přerov zu einer Industriestadt führte dazu, dass zahlreiche Bewohner von Želatovice ihren Lebensunterhalt als Lohnarbeiter in der Stadt fanden.
Anton Franz von Magnis verkaufte 1917 seine Güter Přerov und Želatovice einschließlich Tučín an die Mährische Agrarbank. Im Jahre 1976 wurden Tučín und Podolí eingemeindet. Nach der Samtenen Revolution lösten sich beide Dörfer wieder los und bildeten eigene Gemeinden. Želatovice besteht aus 199 Häusern. Ethnographisch gehört das Dorf zur Hanna.

## Sehenswürdigkeiten
- Barocke Statue des hl. Johannes von Nepomuk, geschaffen 1738
- Kapelle St. Peter und Paul auf dem Dorfanger, erbaut 1857
- Sandsteinkreuz zum Gedenken an die Abschaffung der Frondienste, errichtet 1848
- Zwei Kreuze, geschaffen 1849 bzw. 1898
- Gedenkstein für die Opfer beider Weltkriege
- Gedenktafel für den Jagdflieger František Běhal

## Söhne und Töchter der Gemeinde
- František Běhal (1912–1941), tschechischer Jagdflieger, fiel am 11. Mai 1941 in einer Luftschlacht über London